# Hazen S. Pingree
Hazen S. Pingree (ur. 30 sierpnia 1840, zm. 18 czerwca 1901) – amerykański polityk, członek Partii Republikańskiej, burmistrz Detroit w latach 1889–1897, gubernator Michigan w latach 1897-1901. Jako burmistrz Detroit skutecznie zwalczał łapówkarstwo na linii miasto-spółki elektryczne, doprowadzając do budowy miejskiej elektrowni.